# Агентський договір
Аге́нтський до́гові́р (аге́нтська у́года) — це договір, за яким, одна сторона (агент), бере на себе зобов'язання за дорученням і за винагороду іншої сторони (принципала), на вчинення різноманітних юридичних дій. Умови договору диктують те, яким чином ці дії можуть вчинятися — від імені принципала або ж від свого. Але завжди оплачує дані дії принципал.
Цей вид договору за своєю природою є оплатним, консенсуальним і двостороннім. Якщо агент проводить свої дії від імені принципала — договір схожий з договором доручення, а коли агент здійснює дії від свого імені — схожість з договором комісії.
На практиці агентський договір, спрямований на надання послуг, в основному використовується для покупки / продажу рухомого майна або нерухомості. Найпоширеніший цей вид договору при операціях з квартирами, земельними ділянками, будівлями, спорудами, а також при наданні різних послуг (турагенти, послуги антрепренерів, юридичні послуги, патентних повірених, імпресаріо).
Вчинення перерахованих вище дій не завжди оформляється як договір агентських послуг. Можна укласти договір комісії або ж договір, який передбачає надання послуг. Варіантів чимало, проте всі вони набагато складніше оформляються. Саме різноманіття різновидів агентського договору дозволяє йому стати однією з універсальних форм договору.